# Шнайдерман Борис Соломонович
Борис Соломонович Шнайдерман (17 травня 1917, Умань — 18 травня 2016, Сан-Паулу, Бразилія) — бразильський перекладач, письменник, есеїст. Уважається першим прямим перекладачем російської класичної літератури португальською мовою, до нього переклади мали достатньо загальний характер.
Професор Університету Сан-Паулу (2001), доктор наук. Лауреат премії Бразильської літературної академії (2003), Медалі Пушкіна (2007).

## Життєпис
Народився в Умані, в Україні. Коли йому був один рік, його родина переїхала до Одеси. У восьмирічному віці з батьками й старшою сестрою Бертою переїхав до Бразилії. Батько Бориса був підприємцем й остерігався єврейських погромів, що відбувалися тоді на півдні СРСР.
Закінчив Університет Сан-Паулу, за фахом агроном.
Потім викладав російську літературу, перекладав Достоєвського, Толстого, Чехова, Горького, Бабеля, Пастернака, Пушкіна й Маяковського.
Учасник Другої світової війни в складі Бразильського експедиційного корпусу.
Зазнавав переслідувань під час диктатури.
2007 р. його нагороджено Медаллю Пушкіна за поширення вивчення російської мови й збереження культурної спадщини, а також зближення культур і націй.